# رز دورگه چای

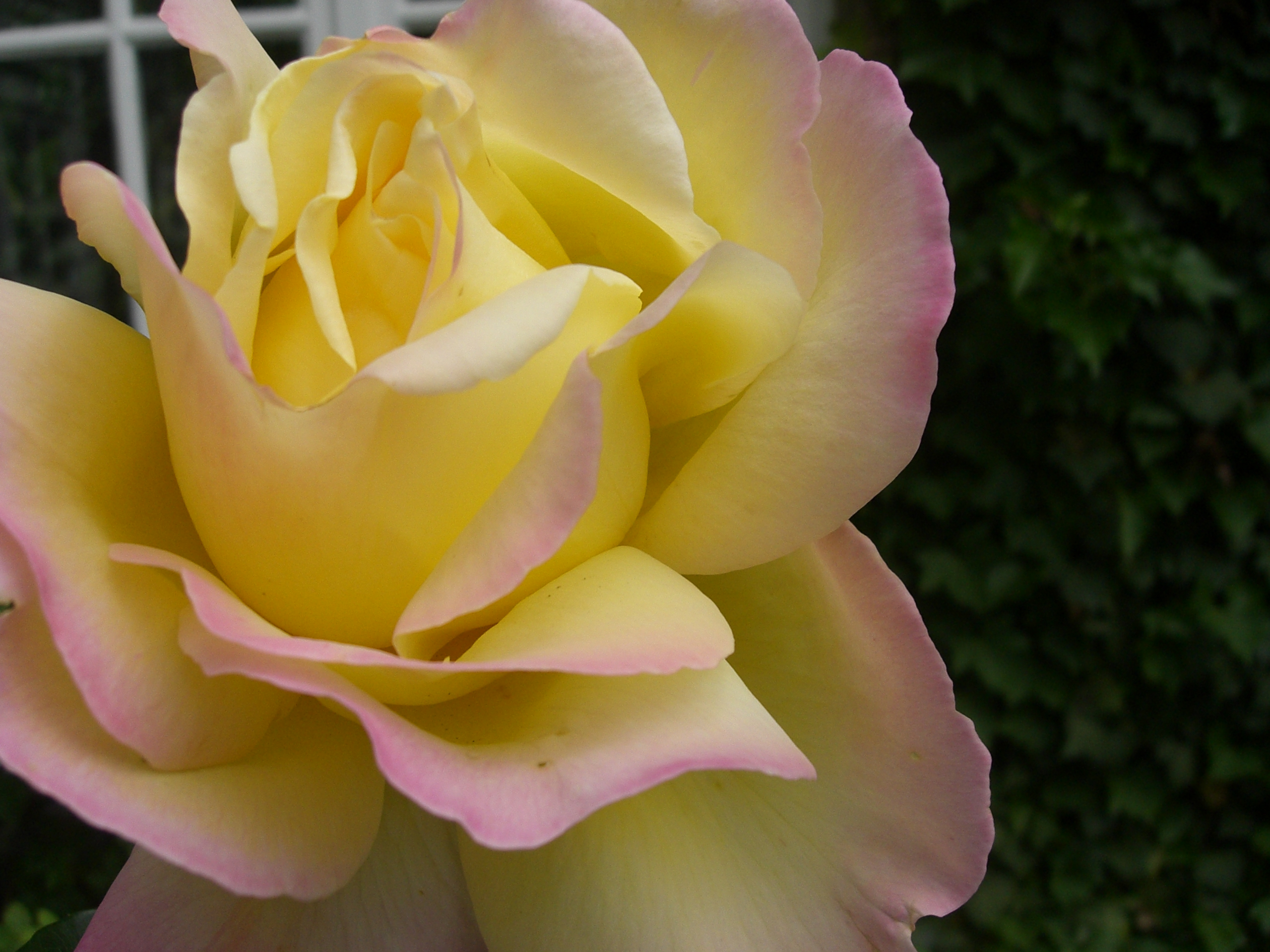
یکی از انواع رز دورگه چای بنام رز صلح

رز دورگه چای (به انگلیسی: Hybrid tea rose)، نام یکی از طبقه‌بندی‌های رسمی گل رز است. رز دورگه چای قدیمی‌ترین نوع گل رز جدید است. این گل در سال ۱۸۶۷ در کشور فرانسه از ترکیب Hybrid Perpetual و رز چای ایجاد شده‌است. این گل در میانه پدر و مادر خود قرار دارد و صفات والدین خود را داراست. دارای گل‌های بزرگی است که شکل آن به صورت محور غنچه بالا است که گل توسط یک شاخه راست یا سربزیر حمایت می‌شود. هر گل ۱۲٫۵–۸ سانتیمتر پهنا دارد. رز دورگه چای محبوبترین نوع رز در سرتاسر جهان است.

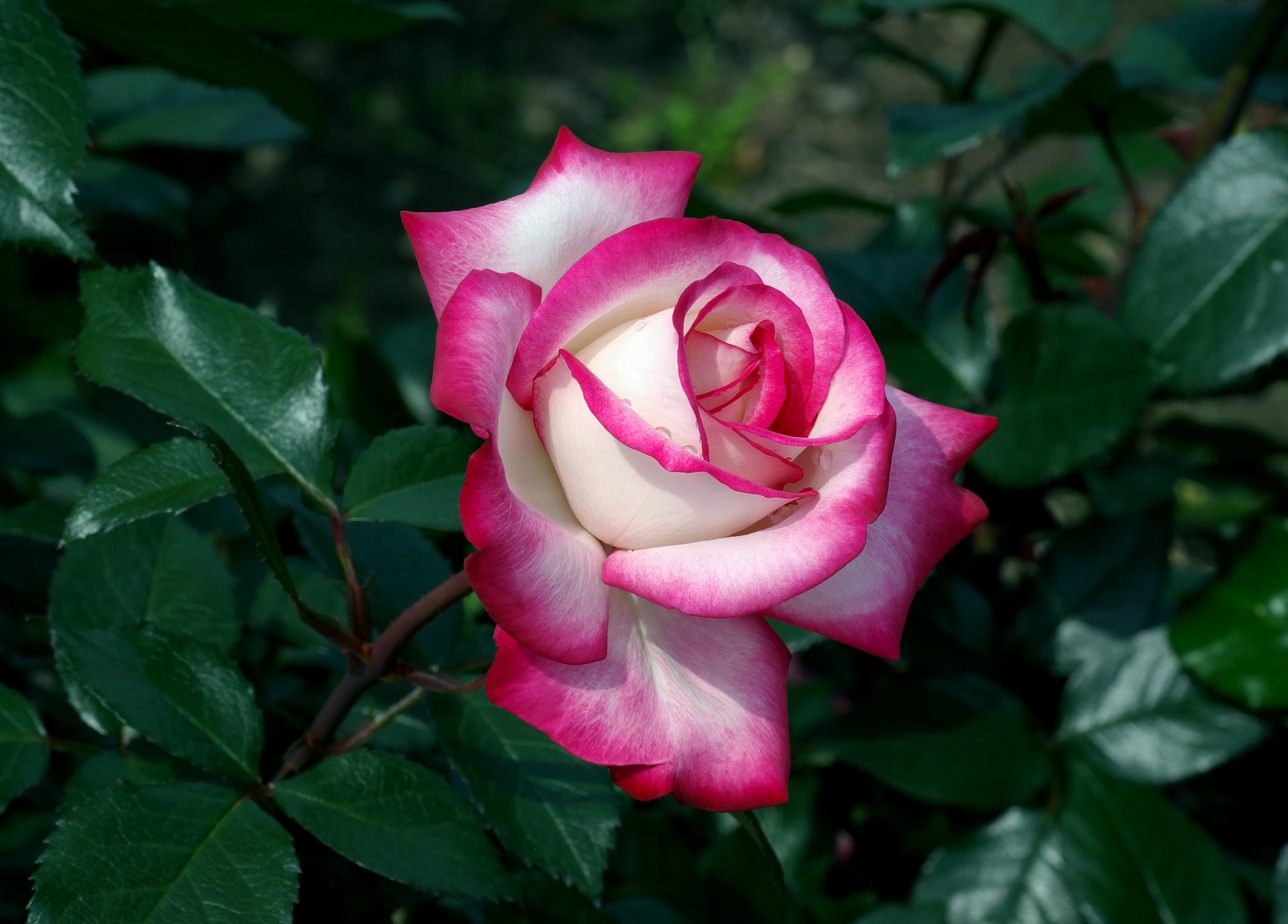
رز ماکسیم